# Picrolemma huberi
Picrolemma huberi là một loài thực vật có hoa trong họ Thanh thất. Loài này được Ducke miêu tả khoa học đầu tiên năm 1925.